# Саобраћај у Републици Српској
Саобраћај у Републици Српској спада у надлежност Министарства саобраћаја и веза Републике Српске. У ту област потпада сва саобраћајна и телекомуникациона инфраструктура Српске. Саобраћајна инфраструктура обухвата путеве, жељезничке пруге, жељезничке станице, аеродроме, пловне путеве, пристаништа и слично, док телекомуникациона инфраструктура обухвата телефонију, телеграфију, оптичке каблове, земаљске станице веза, саобраћајну телематику и друго. Ниже надлежности су подијељене према саобраћајним секторима на Жељезнице Републике Српске, Поште Српске, Путеви Републике Српске и друга јавна предузећа која су задужена за одржавање саобраћаја у Српској.

## Жељезнички саобраћај
Укупна дужина пруга нормалног колосијека у Српској износи 425 km. Жељезнице Републике Српске годишње превозе око 1.000.000 путника и око 6 милиона тона робе. Жељезнице Републике Српске дневно у оптицају користе 65 путничких и 8 теретних возова.

### Пружни правци
Међународни код Жељезница Републике Српске је 0044.
- Добој — Костајница — Бања Лука — Омарска — Приједор — Нови Град
- Блатна — Нови Град — Добрљин
- Добој — Модрича-Шамац
- Брчко МП — Брчко
- Добој — Зворник
- Бијељина — Сремска Рача
- Јабланица — Штрбци (дио возне линије Београд — Бар)

## Друмски саобраћај
Основна мрежа друмског саобраћаја у Српској обухвата 4.192 km јавних путева, од чега 1.781 km магистралних и 2.183 km регионалних путева. О путевима у Српској се брине јавно предузеће Путеви Републике Српске, које се између осталог бави одржавањем, заштитом, реконструкцијом и изградњом магистралних и регионалних путева, објеката на путевима, те проходношћу и безбједношћу саобраћаја на путевима.
Саобраћајни знаци су исписани двојним писмом, прво ћирилицом а онда латиницом. Контролу друмског саобраћаја врши Полиција Републике Српске.

### Ауто-путеви
Влада Републике Српске, односно Министарство саобраћаја и веза Републике Српске је планирало изградњу 430 km ауто-пута. Процијењена вриједност ових радова је 2,937 милијарди евра.
Изграђени:
- Ауто-пут Градишка — Бања Лука:[4] Чатрња — Берек — Крнете — Маховљани — Лакташи — Клашнице — Гламочани
- Ауто-пут Бања Лука — Добој:[4] Маховљани — Прњавор — Јоховац.

Планирани:
- Е73 Ауто-пут Добој — Јакеш, Паневропски коридор 5ц[4]
- Ауто-пут Бања Лука — Млиништа[4]
- Ауто-пут Вукосавље — Брчко — Бијељина[4]
- Ауто-пут Бања Лука — Нови Град.[4]

### Магистрални путеви
Магистрални путеви у Републици Српској који припадају европској мрежи међународних путева су:
- Европски пут Е73 (М17): (Хрватска) Славонски Шамац/Шамац — Модрича — Руданка — Добој — Каруше — (Федерација БиХ)
- Европски пут Е661 (М16): (Хрватска) Стара Градишка/Градишка — Лакташи — Бања Лука — Карановац — Угар — (Федерација БиХ)
- Европски пут Е761 (М5): (Федерација БиХ) — Велечево — Чађавица — Рогољи — Мркоњић Град — Језеро — (Федерација БиХ)
- Европски пут Е761 (М5): (Федерација БиХ) — Источно Сарајево — Подроманија — Рогатица — Ново Горажде — Вишеград — Вардиште/Котроман (Србија)
- Европски пут Е762 (М18): (Федерација БиХ) — Источно Сарајево — Трново — Фоча — Хум/Шћепан Поље (Црна Гора)

### Саобраћајне несреће
Према подацима из 2011, највећи број саобраћајних несрећа се десио на магистралном путу Клашнице-Прњавор, и Нова Топола-Клашнице.

## Ваздушни саобраћај
У области ваздушног саобраћаја у Српској, раније је постојало предузеће Ер Српска, а сада постоји авио-превозник Скај Српска које је основала Влада Републике Српске у фебруару 2007. Главни и највећи аеродром у Српској је Аеродром Бања Лука којим управља јавно предузеће Аеродроми Републике Српске. Поред овог аеродрома, Влада Српске је планирала и изградњу Аеродрома Требиње. У Српској дјелује и Дирекција за цивилну ваздушну пловидбу Републике Српске као и Ваздухопловни сервис Владе Републике Српске.

## Водни саобраћај
У Српској постоји 204 km ријечних пловних путева, а највећа пристаништа су ријечна лука Шамац, Капетанија пристаништа у Брчком, пристаниште Градишка, те пристаниште за течне терете у Рафинерији Брод. Пловне ријеке у Српској су Сава, која је оспособљена за међународни пловни саобраћај, те Уна, Дрина и Босна, које су дјелимично оспособљене за пловидбу. Скелски прелази са попречном пловидбом се налазе у Српцу и Црњелову код Бијељине.